# Pablo Echarri
Pablo Echarri (Avellaneda, 21 de setembre de 1969) és un actor i productor argentí. Va destacar interpretant José de San Martín a la pel·lícula Belgrano.

## Biografia
Als 18 anys, Pablo va començar a estudiar teatre amb Lito Cruz i va descobrir que la seva vocació era ser actor. Va estar vivint cinc anys al Brasil i després va tornar per fer una telenovel·la. Segons ell, era el moment d'intentar mostrar-li a la seva família que això era el que ell volia fer. Va fer un càsting per a la telenovel·la Amigos son los Amigos, però malgrat haver estat seleccionat, no va obtenir el paper. En 1993, va ser anomenat per a treballar a Sólo para parejas on va actuar amb Victoria Onetto i Emiliano Kaczka. El 1995, co-protagonitzà Inconquistable corazón, on va compartir pantalla amb actors de la talla de Paola Krum i Pablo Rago. El 1996 va treballar a Por siempre mujercitas, on interpretava a un personatge que barallava amb el seu propi pare per l'amor d'una dona.
Corria 1997 quan Echarri va ser convidat a participar en alguns episodis de la tira infantil Chiquititas i una porta més gran se li va obrir quan va ser anomenat per a protagonitzar al costat d'Andrea del Boca en la telenovel·la Mía, sólo mía. Aquest mateix any va ser convocat per Rodolfo Bebán per a filmar el thriller televisiu El signo al costat de Carolina Papaleo. També va filmar El desvío al costat de Nancy Dupláa, Gastón Pauls i Federico D'Elía. El 1999, Echarri va tornar al cinema protagonitzant la pel·lícula Alma mía al costat de l'actriu Araceli González. També va filmar Héroes y demonios amb Federico D'Elia i Sólo gente on va treballar amb Lito Cruz. Després va treballar al teatre a Puck, sueño de una noche de verano amb Paola Krum. La obra fou presentada a La trastienda i va comptar amb música original de Luis Alberto Spinetta.
El 1999 coprotagonitzà Plata quemada amb Leonardo Sbaraglia i Héctor Alterio. El 2000, protagonitzà la telenovel·la Los buscas de siempre amb Nancy Dupláa. Aquesta interpretació li va valer a Echarri el seu primer Premi Martín Fierro, com a Millor Actor de telenovel·la. El 2001 participà en el cicle d'unitaris Tiempo final produïts per Telefe. El 2002 protagonitza Apasionados amb Nancy Dupláa i el 2003 Echarri protagonitza la telenovel·la argentina Resistiré, amb Celeste Cid. El capítol final va ser projectat en el teatre Gran Rex enfront de més de 3.500 persones que van acudir per a presenciar el final. Durant 2004, la telenovel·la Resistiré va obtenir el major reconeixement de l'Asociación de Periodistas de la Televisión y la Radiofonía Argentinas (APTRA), quan va ser premiada amb nou estatuetes entre les quals es van trobar el Martín Fierro a la millor telenovel·la i el Martín Fierro d'Or, premi màxim lliurat per aquesta associació. L'any 2004, Echarri va filmar la pel·lícula Peligrosa obsesión amb Mariano Martínez.
El 2005 va protagonitzar la pel·lícula El método, un film basat en la competència d'un grup de persones que aspiren pel mateix lloc laboral i el que fan per arribar a obtenir-lo. Aquesta vegada, Pablo Echarri va compartir novament la pantalla amb l'actor espanyol Eduardo Noriega. El 2006 va tornar a la televisió a l'Argentina amb la telenovel·la (del grup Telefe-Contenidos) Montecristo, amb Paola Krum. Durant 2007 la telenovel·la Montecristo va ser premiada amb set estatuetes de la APTRA, com a millor telenovel·la i Martín Fierro d'Or, entre d'altres. Pablo Echarri va rebre el premi al millor actor de telenovel·la de 2006. Aquest mateix any interpreta Huguito, captiu en temps de la dictadura Mansión Seré a la pel·lícula Crónica de una fuga. Protagonitzà en teatre l'obra The Pillowman, entre 2007 i 2008. També va participar en el cinquè i últim capítol de Todos contra Juan el 2008 interpretant-se a si mateix, igual que en primer capítol de Todos contra Juan 2 el 2010. El 2009 va protagonitzar Las viudas de los jueves i Cuestión de principios, i l'any següent interpreta al general San Martín al telefilm, Belgrano. El 2011 torna a la televisió argentina amb la telenovel·la El elegido (de la productora El Árbol), on va debutar com a productor amb Martín Seefeld. Torna al teatre el 2012, com a protagonista d' El hijo de puta del sombrero, amb Florencia Peña, el 2013 protagonitza per segon any consecutiu l'obra, però aquesta vegada al costat de la seva dona Nancy Dupláa. El 2014 protagonitza al costat de Leticia Bredice i Mónica Antonópulos, Arrebato, i el 2015 Papeles en el viento, amb Diego Torres, Diego Peretti i Pablo Rago. El 2019 va interpretar la pel·lícula "El silencio del cazador" que va participar al Festival de Mar del Plata i va ser dirigida per Martín de Salvo.

## Treballs

### Televisió
| Televisió | Televisió                         | Televisió                          | Televisió  |
| Any       | Títol                             | Personatge                         | Canal      |
| --------- | --------------------------------- | ---------------------------------- | ---------- |
| 1993      | Solo para parejas                 | Marcos                             | Canal 9    |
| 1993-1994 | Alta comedia                      | Martín                             | Canal 9    |
| 1994      | Inconquistable corazón            | Charly                             | Canal 9    |
| 1995-1996 | Por siempre mujercitas            | Gastón Urquijo                     | Canal 9    |
| 1997      | Mía, solo mía                     | Juan Pablo Zamorano                | Telefe     |
| 1997      | Chiquititas                       | Salvador                           | Telefe     |
| 1997      | El signo                          | Nicolás                            | Telefe     |
| 2000-2001 | Los buscas de siempre             | Martín Giménez Álzaga              | Canal 9    |
| 2001      | Tiempo final                      | Bruno Ep: "El Padrastro"           | Telefe     |
| 2002      | Tiempo final                      | Hernan Ep: "La Adivina"            | Telefe     |
| 2003      | Resistiré                         | Diego Moreno                       | Telefe     |
| 2005      | Mosca & Smith                     | Jesús                              | Telefe     |
| 2006      | Montecristo                       | Santiago Díaz Herrera              | Telefe     |
| 2006      | Casados con hijos                 | Nuevo vecino                       | Telefe     |
| 2007      | Hechizada                         |                                    | Telefe     |
| 2007      | Los cuentos de Fontanarrosa       | Andreas                            | TV Publica |
| 2007      | Reparaciones                      | Octavio                            | El Trece   |
| 2008      | Algo habrán hecho por la historia | Julio                              | Telefe     |
| 2008      | Socias                            | Freddy                             | El Trece   |
| 2008      | Todos contra Juan                 | Ell mateix                         | América TV |
| 2009      | Dromo                             |                                    | América TV |
| 2010      | Todos contra Juan 2               | Ell mateix                         | Telefe     |
| 2011      | El elegido                        | Andrés Bilbao                      | Telefe     |
| 2012      | Graduados                         | Ezequiel Martorelli                | Telefe     |
| 2014      | Viudas e hijos del rock and roll  | Ell mateix                         | Telefe     |
| 2016      | La leona                          | Franco Uribe/Diego Miller Liberman | Telefe     |
| 2018      | Edha                              | Luciano Jauregui                   | Netflix    |
| 2019      | Atrapa a un ladrón                | Juan Garay                         | Telefe     |

### Cinema
| Any  | Pel·lícula                | Personatge                | País              |
| ---- | ------------------------- | ------------------------- | ----------------- |
| 1998 | El desvío                 | Mauro                     | Argentina         |
| 1999 | Alma mía                  | Leonardo "Leo"            | Argentina         |
| 1999 | Héroes y demonios         | Gabriel                   | Argentina         |
| 2000 | Sólo gente                | Ignacio                   | Argentina         |
| 2000 | Plata quemada             | Oscar "el cuervo"         | Argentina         |
| 2002 | Apasionados               | Nico                      | Espanya Argentina |
| 2003 | No debes estar aquí       | Gonzalo                   | Espanya           |
| 2003 | El séptimo arcángel       | Luciano                   | Argentina         |
| 2004 | Peligrosa obsesión        | Javier Labat              | Argentina         |
| 2005 | El método                 | Ricardo                   | Espanya           |
| 2006 | Crónica de una fuga       | Huguito                   | Argentina         |
| 2009 | Las viudas de los jueves  | Tano                      | Argentina         |
| 2009 | Kapanga todoterreno       | K                         | Argentina         |
| 2009 | Boogie, el aceitoso       | Boogie, el aceitoso (veu) | Argentina Mèxic   |
| 2010 | Cuestión de principios    | Silva                     | Argentina         |
| 2010 | Belgrano                  | José de San Martín        | Argentina         |
| 2014 | Arrebato                  | Luis Vega                 | Argentina         |
| 2015 | Papeles en el viento      | Mauricio                  | Argentina         |
| 2015 | El encuentro de Guayaquil | José de San Martín        | Argentina         |
| 2016 | Al final del túnel        | Galereto                  | Argentina         |
| 2017 | Happy Hour                | Horacio                   | Brasil Argentina  |
| 2018 | Muralla                   | Nicolás Ruiz              | Bolívia           |
| 2019 | El kiosco                 | Mariano                   | Argentina         |
| 2019 | Razones para no ser madre |                           | Argentina         |
| 2019 | El silencio del cazador   | Guzmán                    | Argentina         |

### Videoclip
- 2003, "Asesiname" de Charly García

### Treballs teatrals
| Any       | Pel·lícula                         | Personatge |
| --------- | ---------------------------------- | ---------- |
| 1999      | Puck, sueño de una noche de verano |            |
| 2008-2009 | El hombre almohada                 |            |
| 2011-2012 | El hijo de puta del sombrero       |            |

## Premis i nominacions
Premis Goya
| Any  | Categoria                | Programa  | Resultat | Ref.  |
| ---- | ------------------------ | --------- | -------- | ----- |
| 2006 | Millor actor - Revelació | El método | Nominat  | [ 6 ] |

Premis Cóndor de Plata
| Any  | Categoria                   | Programa            | Resultat | Ref.  |
| ---- | --------------------------- | ------------------- | -------- | ----- |
| 2000 | Millor actor                | Sólo gente          | Nominat  | [ 7 ] |
| 2006 | Millor actor de repartiment | Crónica de una fuga | Nominat  | [ 8 ] |

Premis Martín Fierro
| Any  | Categoria                              | Programa                        | Resultat  |
| ---- | -------------------------------------- | ------------------------------- | --------- |
| 2000 | Millor actor de novel·la               | Los buscas de siempre           | Guanyador |
| 2002 | Millor participació especial masculina | Tiempo final                    | Nominat   |
| 2003 | Millor actor de novel·la               | Resistiré                       | Nominat   |
| 2006 | Millor actor de novel·la               | Montecristo                     | Guanyador |
| 2011 | Millor actor de novel·la               | El elegido                      | Guanyador |
| 2017 | Millor actor de novel·la               | La leona (telenovel·la de 2016) | Nominat   |

Premi Iguana Dorada - Festival de Cine de Guayaquil
| Any  | Categoria    | Programa                  | Resultat  | Ref.  |
| ---- | ------------ | ------------------------- | --------- | ----- |
| 2016 | Millor actor | El encuentro de Guayaquil | Guanyador | [ 9 ] |